# Dominique Foata
Dominique Foata (Damasco, 12 de outubro de 1934) é um matemático francês, que trabalha com combinatória enumerativa e teoria da probabilidade
Foata obteve um doutorado em 1965 na Universidade de Paris, orientado por Marcel-Paul Schützenberger, com a tese Etude algébrique de certains problèmes d'Analyse Combinatoire et du Calcul des Probabilités. Foi professor da Universidade de Estrasburgo.
Foi palestrante convidado do Congresso Internacional de Matemáticos em Varsóvia (1983: Combinatoire des identitées sur les polynomes orthogonaux. Recebeu o Prêmio Paul Doistau-Émile Blutet de 1985.
Com Volker Strehl e Adalbert Kerber fundou o Séminaire Lotharingien de Combinatoire.

## Obras
- com Pierre Cartier Problèmes combinatoires de commutation et réarrangements, Lecture Notes in Mathematics 85, Springer Verlag 1969
- com Schützenberger Théorie géométrique des polynômes eulériens, Lecture Notes in Mathematics 138, Springer Verlag 1970
- La série génératrice exponentielle dans les problèmes d'énumération, Les Presses de l´Université de Montreal, 1974
- com Aimé Fuchs Processus stochastiques, Dunod 2002
- com Jacques Franchi, Aimé Fuchs: Calcul des probabilités, 3.ª Edição, Dunod 2012
  - Tradução em alemão: com Fuchs Wahrscheinlichkeitsrechnung, Birkhäuser 1999 (Tradutor: Volker Strehl)